# Otturatore (fotografia)

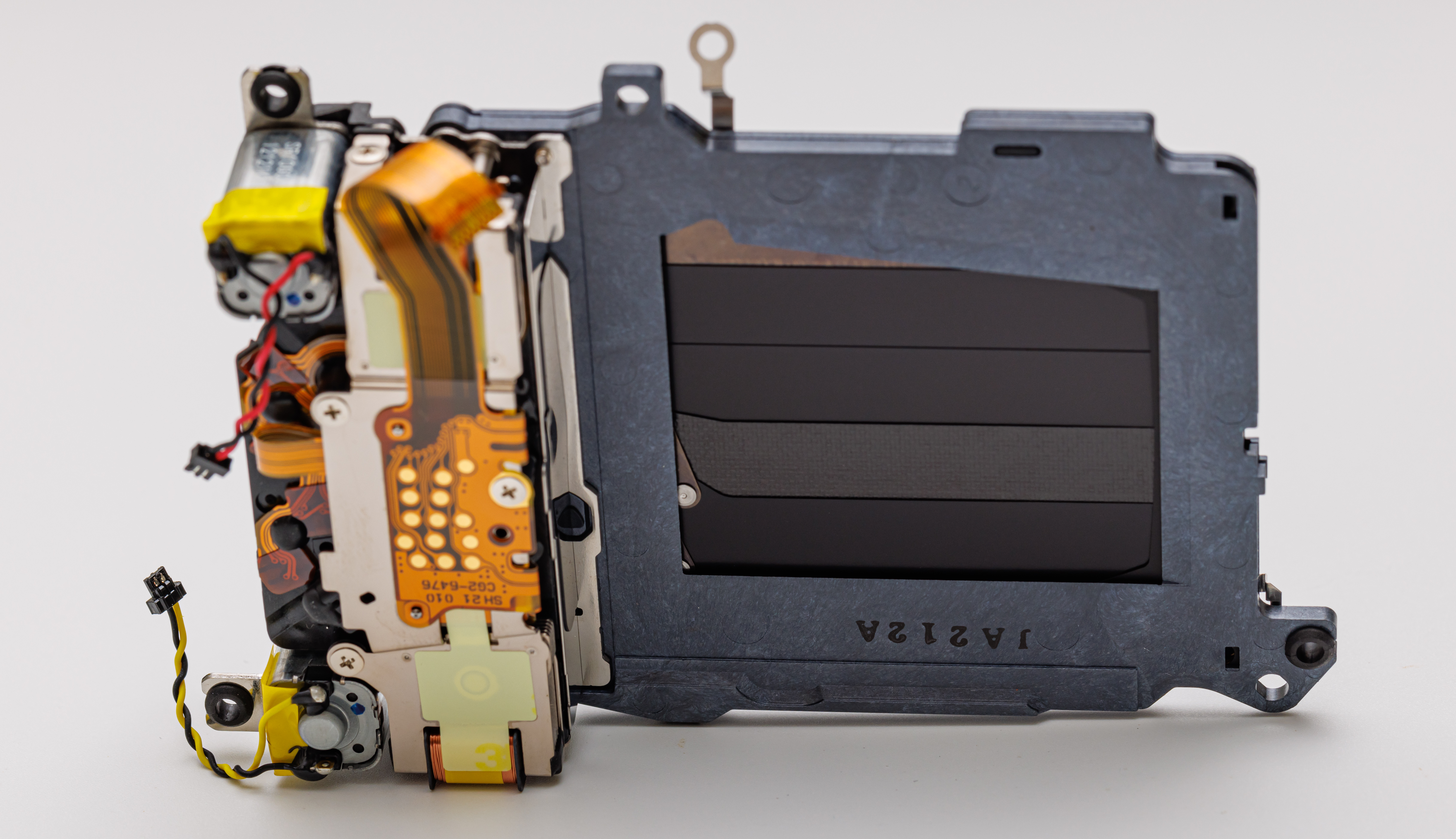
Otturatore

L'otturatore (o shutter, in inglese) è il dispositivo meccanico che normalmente blocca la luce (ottura il foro da cui entra) dell'obiettivo, e al momento dello scatto (ripresa) ne consente l'entrata, regolando il tempo di esposizione sul sensore (pellicola fotografica o sensore digitale). L'otturatore può essere posizionato all'interno dell'obiettivo (centrale) o più spesso davanti al sensore (a tendina o a tapparella); tuttavia, alcuni sensori d'immagine possono essere utilizzati come otturatore elettronico, per velocizzare i tempi e annullare le vibrazioni meccaniche.

Otturatore in vari tempi veloci

L'otturatore viene solitamente azionato dal pulsante di scatto della fotocamera, ed è costruito in modo che si richiuda automaticamente dopo un determinato intervallo di tempo, regolato prima dello scatto, tramite un comando esterno alla fotocamera, sul quale sono segnati vari tempi.
L'otturatore è presente anche nelle macchine da presa del cinema e può essere utilizzato anche per consentire alla luce di fluire verso l'esterno, nel caso dei proiettori cinematografici.

## Storia

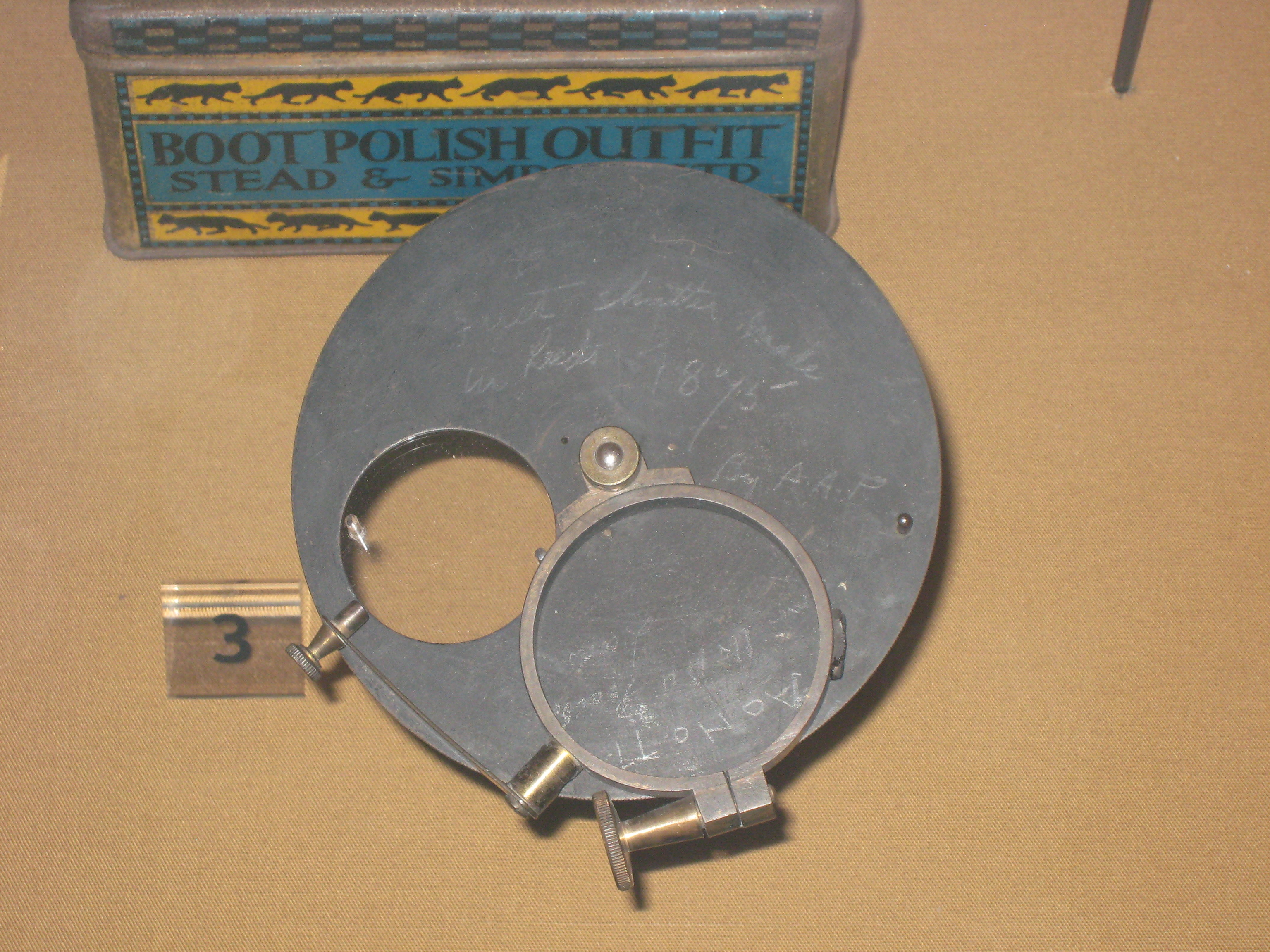
An early (1875) rapid acting shutter by A. A. Pearson of Leeds

Dalle prime camere oscure fino alla metà dell'Ottocento l'otturatore era da un semplice tappo con cui il fotografo copriva l'obiettivo e che utilizzava per regolare il tempo di esposizione, in genere nell'ordine di alcuni minuti.
Il progresso dei materiali sensibili portò a tempi di esposizione sempre più ridotti e si rese quindi necessario un sistema più raffinato per gestire lo scatto. A questa esigenza William England rispose progettando nel 1861 il primo otturatore sul piano focale, montato poi nel 1883 sulla Goerz Anschutz. Questo otturatore era costituito da una tendina di stoffa che formava una fessura per la luce e che poteva raggiungere il tempo di 1/1000 di secondo.
Nel 1878 Eadweard Muybridge riuscì a catturare su pellicola 12 fotogrammi raffiguranti il galoppo di un cavallo. A tale scopo utilizzò una batteria di apparecchi fotografici. Il passaggio del cavallo spezzava dei fili metallici che azionavano le elettrocalamite collegate agli otturatori delle fotocamere. Gli otturatori erano due lastre di cartone che scorrevano davanti all'obiettivo, temporizzate da un meccanismo a orologeria che, secondo Muybridge, permettevano un tempo di 1/2000 di secondo. Nel 1902 fu progettato il sistema Compound, utilizzato poi nel 1912 con il nome di Compur.

## Centrale

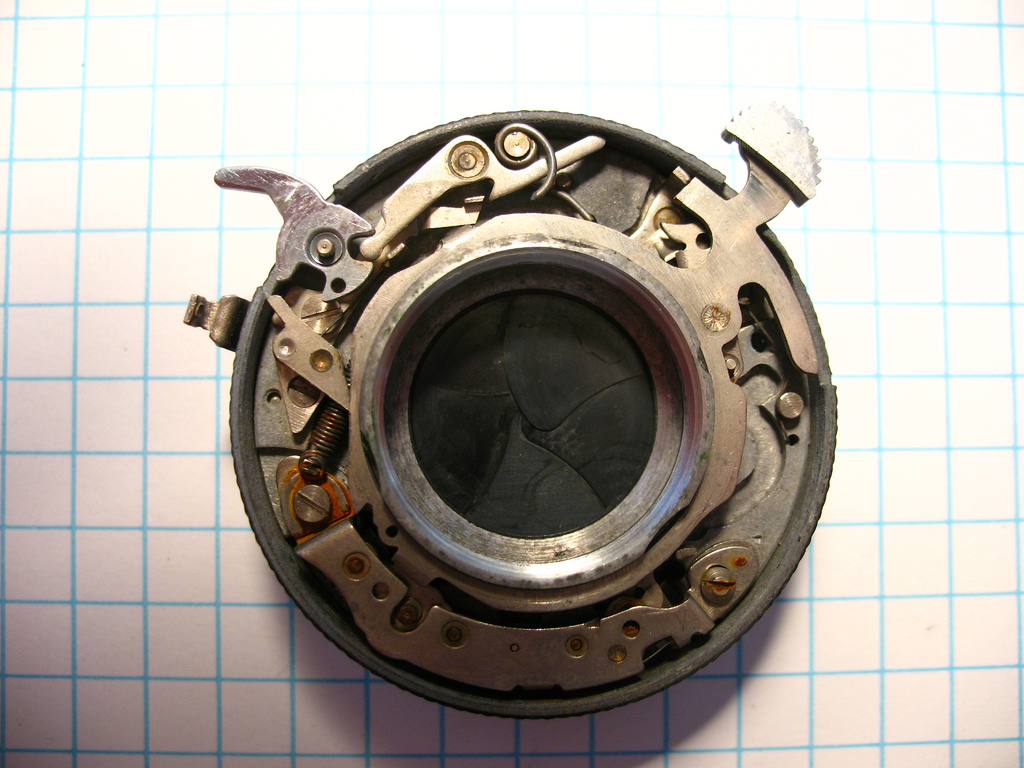
Otturatore centrale Agfa

Gli otturatori centrali sono sistemati nell'obiettivo fotografico, sono dotati di varie lamelle concentriche disposte a raggiera (da 1 a 5 o più elementi), in modo simile a quelle di un diaframma, e posizionato generalmente davanti. Questi otturatori permettono una sicronizzazione con lampade flash fino al tempo più rapido che possono raggiungere (circa 1/2000s per i modelli più raffinati) e vengono utilizzati praticamente per le ottiche di grande e medio formato, offrendo notevoli vantaggi in molti ambiti; infatti è presente anche in progetti per formati più piccoli, di compatte più o meno digitali, come la Fujifilm FinePix X-100 in tutte le sue versioni.
Esistono anche otturatori centrali da posizionare o posizionati tra l'ottica e il corpo, ottenendo così una maggior economicità per le ottiche di quel sistema, ma incontrando alcuni difetti tipici degli otturatori a tendina.

## A tendina
L'otturatore a tendina è invece posizionato all'interno della camera oscura, davanti al piano sensore o piano focale, ed è composto da due superfici di stoffa che scorrono orizzontalmente. Se il tempo richiesto è più lento di quello di sincronizzazione del flash la prima tendina raggiunge il fine corsa lasciando scoperto tutto il fotogramma a prender luce. Conseguentemente parte la seconda tendina che andrà a coprire la pellicola o il sensore, concludendo così l'esposizione. In caso di tempi più rapidi della sincronizzazione flash, la seconda tendina viene azionata durante la corsa della prima, quindi la superficie sensibile non viene esposta tutta contemporaneamente, ma sequenzialmente attraverso la fessura formatasi dal ritardo fra la prima e la seconda tendina. Questa fessura sarà via via sempre più stretta con il decrescere del tempo di otturazione selezionato, ma il tempo totale in cui il meccanismo completa l'esposizione, resta sempre pari al tempo massimo di sincronizzazione del flash, e questo causa la distorsione dell'immagine riprendendo oggetti in rapido movimento. Da notare tuttavia che tale distorsione in pratica è evidente solo con otturatori lenti o su grandi formati.

### A tapparella
Anche l'otturatore a tapparella è posizionato all'interno della camera oscura, davanti al piano sensore, ma è composto da varie lamelle di metallo che scorrono verticalmente. le considerazioni fatte sopra sono più o meno valide anche in questo caso.

## Elettronico
Alcuni sensori d'immagine possono essere utilizzati come otturatore elettronico, per velocizzare i tempi e annullare le vibrazioni meccaniche. Un vantaggio importante è la silenziosità del processo di scatto, che lo rende ideale per situazioni in cui il rumore deve essere minimizzato, come nella fotografia naturalistica o durante riprese in ambienti sensibili.
L’otturatore elettronico può essere suddiviso principalmente in due categorie: rolling shutter e global shutter.
Il rolling shutter è il metodo più comune nei sensori CMOS e funziona leggendo l'immagine riga per riga dall'alto verso il basso del sensore. Questo processo avviene molto rapidamente, ma può causare distorsioni nei soggetti in rapido movimento o sotto fonti di luce intermittenti (come LED e neon), creando effetti di "gelatina" o bending nelle immagini e nei video.
Il global shutter permette di catturare l’intera immagine in un singolo istante, eliminando gli artefatti tipici del rolling shutter. Questa tecnologia è utilizzata in ambiti professionali come la cinematografia, la fotografia sportiva e l'imaging scientifico, dove la precisione nella cattura del movimento è fondamentale. Tuttavia, i sensori con global shutter tendono ad essere più costosi e tecnicamente complessi da realizzare.

## Uso
L'otturatore, insieme al diaframma (che regola l'intensità della luce), è un fattore indispensabile per determinare la corretta esposizione: la giusta regolazione dell'apertura del diaframma, combinata con la giusta regolazione del tempo di otturazione, consentiranno di impressionare la pellicola o il sensore esattamente con la quantità di luce richiesta (intensità x tempo) per ogni esposizione desiderata. Il tempo di otturazione può essere utilizzato anche in modo creativo: scegliendo infatti un tempo lento è possibile esaltare il movimento di un soggetto (mosso creativo), oppure con un tempo molto rapido si può "congelare" un soggetto in movimento ed aumentarne la nitidezza nell'immagine. I vari tempi di otturatore delle moderne macchine fotografiche, sono selezionabili da una ghiera oppure, negli apparecchi elettronici, da pulsanti e/o comandi digitali.
Quella seguente rappresenta una tipica serie dei tempi (o velocità) di otturazione, in frazioni di secondo, a passi di 1 stop:
```
30 15 8 4 2 1s 1/2 1/4 1/8 1/15 1/30 1/60 1/125 1/250 1/500 1/1000 1/2000 1/4000 1/8000
```

Nella scala dei tempi ogni valore è circa la metà di quello che lo precede e circa il doppio di quello successivo. Di norma i valori inferiori ad 1 secondo vengono visualizzati soltanto con il divisore (es: 1/125 diviene 125), ma alcuni progetti sistemano una s (unità di misura = secondo) davanti o dietro al numero, in base all'unità o alla sua frazione: 30s = trenta secondi, oppure s30 = 1/30 di secondo. Come per la scala dei diaframmi, anche l'intervallo tra i diversi valori dei tempi di otturazione, viene indicato con l'espressione "stop". Aumentando/diminuendo di 1 stop il tempo di otturazione, raddoppia/dimezza la quantità di luce che arriva al supporto sensibile.